# Partei Starkes Ägypten

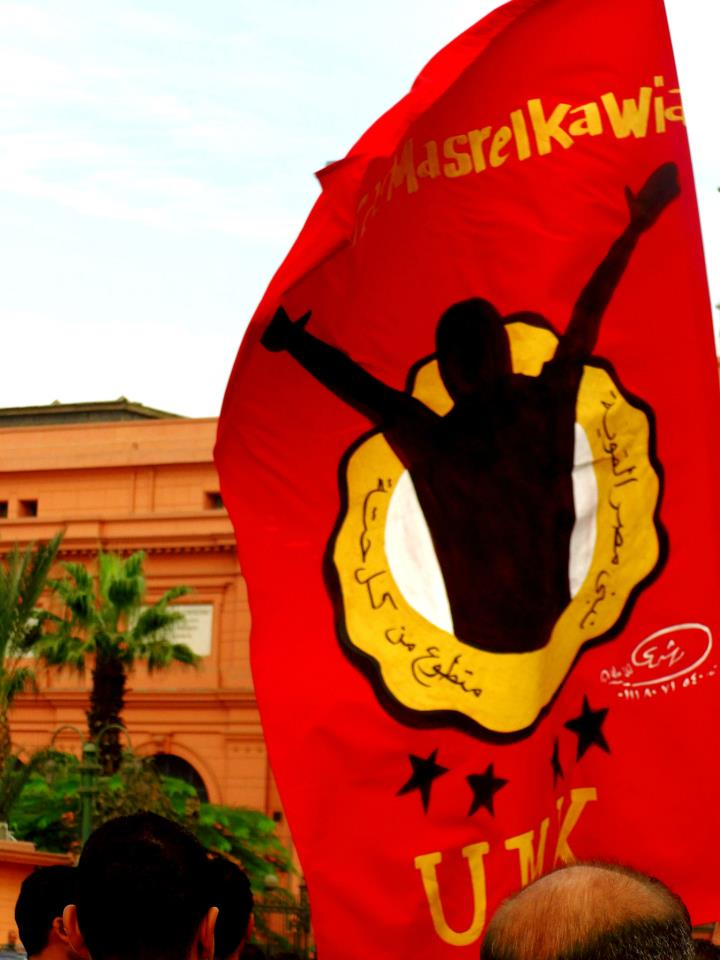
Flagge der Partei

Die Partei Starkes Ägypten (arabisch حزب مصر القوية, DMG Ḥizb Miṣr al-qawiyya) ist eine politische Partei in Ägypten.
Etabliert wurde sie von dem ehemaligen Mitglied der Muslimbruderschaft und Präsidentschaftskandidaten Abdel Moneim Abul Futuh. Offiziell gegründet wurde die Partei Starkes Ägypten am 5. Juli 2012.
Sie hatte vor, sich mit der Wasat-Partei, der Zivilisationspartei, der Authentizitätspartei und der Morgen-Partei der Revolution zum Bündnis der Zentristischen Koalition zusammenzuschließen.